# Theraphosa
Theraphosa es un género de arañas migalomorfas de la familia Theraphosidae. Son originarias de Sudamérica.  Las dos especies del género son grandes. 

## Especies
Según The World Spider Catalog 11.0:
- Theraphosa apophysis (Tinter, 1991)
- Theraphosa blondi (Latreille, 1804)
- Theraphosa stirmi

(Rudloff y Weinmann, 2010)